# Opération Busiris
Pour les articles homonymes, voir Busiris.
Guerre du Golfe
Batailles
- Bataille des ponts
- Prise du palais Dasman
- Bataille de l'île de Failaka
- Vol British Airways 149

- Opération Bouclier du désert
- Opération Artimon
- Busiris
- Salamandre
- Tempête du désert
- Daguet
- Bataille d'Ad-Dawrah
- Bataille de Khafji
- Bataille au large de Bubiyan
- Bataille de Hafar Al-Batin
- Highway of Death
- Bataille de 73 Easting
- Medina Ridge
- Aérodrome de Jalibah
- Bataille de Norfolk

- Aérodrome de Safwan
- Bataille de Rumaila

L'opération Busiris est la participation de la France au renforcement du dispositif militaire émirati alors qu'une éventuelle invasion irakienne était crainte, au cours de la première guerre du Golfe, en 1990-1991.

## Contexte historique
En 1990, l'Irak accuse officiellement le Koweït d'avoir volé du pétrole irakien par forage oblique, bien que certaines sources irakiennes indiquent que la décision de Saddam Hussein d'attaquer le Koweït avait été mise au point de nombreux mois avant l'invasion. Plusieurs raisons officieuses ont été avancées afin de justifier l'invasion irakienne : l'incapacité de l'Irak à rembourser les 80 milliards de dollars qui avaient été empruntés au Koweït pour financer la guerre Iran-Irak et la surproduction koweïtienne de pétrole qui a provoqué des baisses de revenus pour l'Irak.
Le Koweït est envahi du 2 au 4 août par l'armée irakienne. Le 3 août 1990, le Conseil de sécurité des Nations unies adopte la résolution 660 condamnant l'invasion irakienne du Koweït et exigeant que l'Irak retire inconditionnellement toutes les forces déployées au Koweït, mais en vain.